# Kamasówka
Kamasówka – część wsi Stanisławów w Polsce, położona w województwie łódzkim, w powiecie sieradzkim, w gminie Złoczew. Wchodzi w skład sołectwa Stanisławów.
W latach 1975–1998 Kamasówka administracyjnie należała do województwa sieradzkiego.